# Atlantisch orkaanseizoen 1984
Het Atlantisch orkaanseizoen 1984 duurde van 1 juni 1984 tot 24 december 1984, toen de laatste tropische cycloon oploste. Het seizoen 1984 was een normaal seizoen wat betreft de activiteit. Het seizoen telde twaalf tropische stormen en één subtropische. De tropische stormen kregen allemaal een naam.
Van deze twaalf promoveerden er vijf tot orkaan en een van deze vijf wies aan tot majeure orkaan, dat wil zeggen categorie 3 of meer. Daarnaast telde het seizoen nog ten minste vijf tropische depressies, die niet de status van tropische storm bereikten. De laatste orkaan van het seizoen Lili, is een van de vijf orkanen, die zich in de maand december vormden. Het seizoen kwam pas laat op gang; de eerste subtropische storm ontstond op 18 augustus en de eerste tropische storm tien dagen later. Opvallend veel cyclonen ontstonden langs stationair geraakte fronten en transformeerden van niet-tropisch systeem – al dan niet met een subtropische fase – tot tropische cycloon.

## Cyclonen

### Subtropische storm zonder naam
Op 15 augustus trok een front oostwaarts van de Amerikaanse kust de Atlantische Oceaan op. In de nabijheid van de kust loste het front op, maar de bijbehorende trog van lage druk bleef voortbestaan en trok verder noordoostwaarts. Op 18 augustus ontstond in deze trog een subtropische depressie, die naar het noordoosten trok en op 19 augustus tot subtropische storm promoveerde. Over de levensloop van de subtropische cycloon bestaat veel onzekerheid, omdat de GOES-satelliet niet naar behoren functioneerde. Hierdoor werd men volledig aangewezen op scheepswaarnemingen. De subtropische storm werd waarschijnlijk op 21 augustus opgenomen door een (nieuwe) frontale trog.

### Tropische depressie 1
Over tropische depressie 1 is weinig bekend.

### Tropische depressie 2
Over tropische depressie 2 is weinig bekend.

### Tropische depressie 3
Over tropische depressie 3 is weinig bekend.

### Tropische storm Arthur
Op 23 augustus trok een goed georganiseerde tropische golf van de Afrikaanse kust langs de tiende breedtegraad westwaarts. Deze koers hield de tropische golf uit de schering op hogere breedten, die al vele tropische golven aan flarden had gescheurd. Op 28 augustus ontstond tropische depressie 4 uit de tropische golf op 1.260 km ten oosten van Trinidad. Tropische depressie 4 trok westwaarts en promoveerde op 29 augustus tot tropische storm Arthur. Arthur draaide nu naar het noordwesten. Arthur had op dat moment zijn hoogtepunt bereikt met windsnelheden tot 83 km/uur en een minimale druk van 1.004 mbar. Daarna werd Arthur gestaag verzwakt door toenemende schering, waardoor de windsnelheid terug liep en de luchtdruk toenam. Op 31 augustus degradeerde Arthur tot tropische depressie ten oosten van de Bovenwindse Eilanden. Arthur trok verder noordwestwaarts, passeerde ten noordoosten vlak langs de Bovenwindse Eilanden en raakte ten slotte op 6 september ten oostnoordoosten van de Bahama's zijn gesloten circulatie kwijt. Ondanks het feit, dat Arthur vlak langs de noordelijke Bovenwindse Eilanden passeerde, werd er daar nauwelijks regen of wind van betekenis gerapporteerd.

### Tropische storm Bertha
Op 26 augustus trok een tropische onweersstoring van de Afrikaanse kust westwaarts en kwam snel tot ontwikkeling. De tropische onweersstoring promoveerde tot tropische depressie op 30 augustus nabij 13,5° NB, 42,0° WL. De tropische depressie trok westwaarts onder invloed van een hogedrukgebied aan haar noordflank. Op 31 augustus promoveerde de tropische depressie tot tropische storm Bertha en bereikte die dag haar hoogtepunt met windsnelheden tot 75 km/uur en een minimale druk van 1.007 mbar. Het hogedrukgebied, dat Bertha op een westelijke koers had gehouden, begon op 1 september te verzwakken, waardoor Bertha naar het noorden kon afbuigen. Bertha verzwakte door schering veroorzaakt door een vanuit het westen aanstormend koufront en degradeerde op 1 september tot tropische depressie. Bertha draaide naar het noorden en noordoosten, onder invloed van het koufront en op 5 september werd Bertha boven de Atlantische Oceaan door het koufront opgenomen.

### Tropische storm Cesar
Op 30 augustus ontstond er een subtropische depressie op 1.080 km ten oosten van Jacksonville, Florida. De subtropische depressie lag aan de westflank van een rug van een hogedrukgebied en trok in noordnoordoostelijke richting. De subtropische depressie won aan kracht en begon zich beter te organiseren, zodat de subtropische depressie op 1 september promoveerde tot tropische storm Cesar. Cesar passeerde ten zuiden van Nova Scotia en Newfoundland en won aan kracht. Cesar bereikte zijn hoogtepunt op 2 september met windsnelheden tot 93 km/uur en een minimale druk van 994 mbar, vlak voor Cesar fuseerde met een niet-tropisch lagedrukgebied ten oosten van Newfoundland en zo zijn tropische kenmerken verloor.

### Orkaan Diana
Op 7 september begon het westelijk uiteinde van een stationair front, dat over Florida en de Bahama's diepe convectie te ontwikkelen net ten noorden van de Bahama's. Op grote hoogte domineerde een lagedrukgebied met koude kern boven de Bahama's het gebied. De volgende dag organiseerde de convectie zich en voldeed het systeem aan de criteria voor een tropische cycloon. Omdat de winden waarmee de storing gepaard ging, windkracht 8 overschreden, promoveerde het systeem direct tot tropische storm Diana. Aanvankelijk dreef Diana onder invloed van het lagedrukgebied op grote hoogte naar het westen en bedreigde Cape Canaveral. Toen Diana 90 km uit de kust verwijderd was, keerde zij plotseling naar het noordnoordwesten, parallel aan de kust van Florida. Op 10 september draaide Diana naar het noordoosten, onder invloed van koufront, dat vanuit het noordwesten verscheen. Kort daarna promoveerde Diana tot orkaan ten oosten van het grensgebied tussen Florida en Georgia.
Op 12 september bereikte Diana haar hoogtepunt met windsnelheden tot 213 km/uur en een minimale druk van 949 mbar, een orkaan van de vierde categorie. Voordat Diana de kust van North Carolina kon bereiken, werd zij in haar noordoostelijke koers gestopt door een rug van hoge druk dat zich aan haar noordflank bevond en oostelijk van het koufront was gelegen. Diana draaide nu een cirkel met de wijzers van de klok mee voor de kust van North Carolina. Diana verzwakte nu, omdat zij koude luchtmassa's in haar circulatie aanzoog. Zij landde op 13 september op de kust van North Carolina bij Cape Fear, ten zuiden van Wilmington met windsnelheden van 157 km/uur en een minimale druk van 979 mbar. Dezelfde dag degradeerde Diana tot tropische storm en omdat de rug van hoge druk verzwakte en naar het oosten wegtrok, draaide Diana opnieuw naar het noordoosten. Op 14 september kwam Diana weer boven water ten oosten van Noord-Carolina en nam opnieuw in kracht toe tot net onder orkaankracht.
Op 16 september verloor Diana haar tropische kenmerken ten zuiden van Newfoundland. Diana eiste drie mensenlevens en veroorzaakte $65,5 miljoen schade ($121,2 miljoen na inflatiecorrectie). De Carolina Power and Light Brunswick kerncentrale werd getroffen door orkaanwinden en daardoor werd Diana de eerste orkaan, die een kerncentrale trof. De centrale bleef onbeschadigd. Orkaan Diana was de ergste orkaan, die Noord-Carolina trof sinds orkaan Hazel in 1954. Verder was het 20 jaar geleden, dat er een majeure orkaan voor de kust van North en South Carolina verscheen. Later bleek het een trendbreuk te zijn, toen in volgende jaren dit fenomeen vaker werd waargenomen.

### Tropische storm Edouard
Begin september ontstond er een brede storing boven de Golf van Campeche, het zuidoosten van de Golf van Mexico en de belendende Mexicaanse kuststaten. De storing dreef zeer langzaam naar het westen, Mexico in en nam langzaam in activiteit af. Dit veranderde door invloed van een tropische golf, die op 29 augustus van de Afrikaanse kust westwaarts trok, op 4 september de Caraïbische Zee bereikte, op 9 september landde in Midden-Amerika en op 11 september boven de Golf van Tehuantepec verscheen. De verzwakkende brede storing aan de noordflank werd nu nieuw leven ingeblazen en werd terug gedrongen oostwaarts over de Golf van Mexico. Ondanks de aanwezige westelijke schering ontstond op 13 september een tropische depressie boven de westelijke Golf van Campeche op 80 km van de kust.
De tropische cycloon zou gedurende zijn bestaan nooit verder uit de kust geraken. De tropische depressie dreef langzaam noordwaarts en promoveerde zes uur later tot tropische storm Edouard ten noordoosten van Veracruz. Edouard won aan kracht en bereikte op 15 september zijn hoogtepunt met windsnelheden tot 102 km/uur en een minimale druk van 998 mbar. Edouard draaide naar het noordwesten, maar stijging van de luchtdruk aan zijn noordflank blokkeerde de verdere voortgang van Edouard en de schering, die sterker was geworden, had Edouard doen degraderen tot tropische depressie. Edouard keerde terug naar het zuidzuidoosten en degenereerde tot tropische onweersstoring op 15 september. De restanten van Edouard trokken de volgende dag bij Veracruz landinwaarts.

### Tropische storm Fran
Op 14 september trok een tropische golf van de Afrikaanse kust westwaarts en hieruit ontstond de volgende dag tropische depressie 10. Op 16 september promoveerde deze tropische depressie 10 tot de tropische storm Fran, die bijdraaide naar het noordwesten. Fran passeerde net ten zuiden van de archipel Kaapverdië. Fran raakte beter georganiseerd en bereikte op 18 september haar hoogtepunt met windsnelheden tot 102 km/uur en een minimale druk van 994 mbar. Daarna draaide Fran opnieuw naar het westen en kreeg te kampen met schering, die haar gestaag verzwakte en op 20 september van al haar convectie beroofde. Fran degradeerde op 20 september tot een tropische depressie, die nog dezelfde dag oploste. Hoewel stations op de Kaapverdië geen stormwinden rapporteerden, vielen er daar toch 31 doden ten gevolge van Fran.

### Tropische storm Gustav
Op 16 september ontstond een tropische depressie ten zuiden van Bermuda uit de samenwerking tussen het noordelijk deel van een tropische golf en een lagedrukgebied op grote hoogte met koude kern. De tropische depressie trok noordwaarts als gevolg van een koufront, dat vanuit het noordwesten naderde. Op 17 september kwam ze tot stilstand bij Bermuda. De volgende dag promoveerde de tropische depressie tot de tropische storm Gustav, die door dalende luchtdruk ten noordoosten van hem naar het noordoosten koerste. Op 19 september werd Gustav opgenomen door een front. Gustav bereikte op 18 september zijn hoogtepunt met windsnelheden tot 83 km/uur en een minimale druk van 1006 mbar.

### Orkaan Hortense
Tussen 20 en 22 september ontstond er een circulatie in de bewolking aan de westzijde van een koufront op 540 km ten oosten van Bermuda. Op 23 september promoveerde het systeem subtropische depressie en een paar uur later tot subtropische storm. Enkele dagen later zou tropische storm Isidore op ongeveer dezelfde wijze aan hetzelfde front ontstaan, alleen een paar honderd kilometer verderop, ten zuidwesten van waar Hortense was ontstaan. Tot dan toe had de subtropische cycloon naar het zuidzuidwesten gekoerst en draaide zich op 24 september naar het noordnoordwesten ongeveer op het moment dat haar transformatie tot tropische storm Hortense voltooid was. Hortense zou nog tweemaal radicaal van koers wisselen, zodat zij de letter W leek te beschrijven.
Op 25 september promoveerde zij tot orkaan en bereikte haar hoogtepunt met windsnelheden tot 120 km/uur en een minimale druk van 993 mbar. Zij kon deze intensiteit niet vasthouden en degradeerde 12 uur later op 26 september tot tropische storm, voordat zij haar tweede koerswijziging maakte naar het zuidwesten. De intensiteit van Hortense varieerde in die periode van zwakke tot matige/sterke tropische storm. Op 29 september draaide Hortense bij naar het noorden en op 30 september steeds sneller naar het noordoosten. Hortense passeerde ten oosten vlak langs Bermuda, maar daar werden geen windsnelheden boven windkracht 4 waargenomen. Op 2 oktober verloor Hortense haar tropische kenmerken toen zij fuseerde met een niet-tropisch lagedrukgebied. Dit lagedrukgebied trok verder oostwaarts en bereikte Europa, waar het in Frankrijk en Spanje zes mensenlevens eiste en zware schade toebracht.

### Tropische storm Isidore
Aan het zuidwestelijke uiteinde van hetzelfde front, waaraan Hortense was ontsproten ontwikkelde zich op 23 en 24 september diepe convectie. Deze convectie organiseerde zich en op 25 september was een gesloten circulatie aantoonbaar met een duidelijk centrum en ontstond zo een tropische depressie net ten noorden van de zuidoostelijkst gelegen eilanden van de Bahama's. De tropische depressie trok eerst naar het noordwesten, en wendde op 26 september naar het westen, over de Bahama's, waar de tropische depressie tot tropische storm Isidore promoveerde. Isidore passeerde net ten zuiden van de hoofdstad Nassau en bereikte op 27 september zijn laagste druk, 999 mbar. Isidore profiteerde niet van de golfstroom tussen de Bahama's en Florida en landde op 27 september nabij Jupiter op de zuidoostkust van Florida met windsnelheden van 93 km/uur en een minimale druk van 1000 mbar. Boven Florida ruimde Isidore naar het noordnoordwesten, noorden en noordoosten om op 29 september weer boven de Atlantische Oceaan, net ten oosten van de grens tussen Georgia en Florida te belanden.
Isidore koerste verder noordoostwaarts en degradeerde op 1 oktober tot tropische depressie, die dezelfde dag werd opgenomen door een front op 1350 km ten oostnoordoosten van Kaap Hatteras. Isidore was gedurende zijn bestaan nooit een goed georganiseerde cycloon, zijn uitstoot was nooit optimaal en af en toe kampte Isidore met koude luchtmassa's. Deze omstandigheden verhinderde enige toename aan kracht. Anderzijds is opmerkelijk dat Isidore de 36 uur boven het vasteland van Florida nauwelijks verzwakte. Isidore eiste één mensenleven, toen een man door een vallende hoogspanningskabel werd geëlektrocuteerd. Isidore veroorzaakte $750.000,- aan schade (niet gecorrigeerd voor inflatie). Isidore deed zeven districten van de staat Florida aan, waar intensieve citrusteelt plaatsvindt. Men was bang dat Isidore de Xanthomonas axonopodisbacterie (ook wel: Pseudomonas citrii) zou verspreiden over de verschillende plantages. Deze bacterie tast de bladeren van citrusbomen aan, waarna de hele plantage gerooid moet worden om de ziekte te stoppen.

### Orkaan Josephine
Op 30 september trok een front oostwaarts vanaf het zuidoosten van de Verenigde Staten over de Bahama's. Op vier oktober was het front stationair en lag het front uitgestrekt van Hispaniola in noordnoordoostelijke richting. Nu ontstond er een lagedrukgebied op grote hoogte, dat het stationaire front op 7 oktober tot ontwikkeling bracht en uit deze interactie ontstond een subtropische depressie. De subtropische depressie dreef naar het westen en later naar het noordwesten. Op 8 oktober promoveerde de subtropische depressie meteen tot tropische storm Josephine. Josephine draaide nu bij naar het noorden en omdat zij zich in een relatief koude omgeving bevond, kon zij maar langzaam aan kracht winnen en promoveerde op 10 oktober tot orkaan.
Op 12 oktober bereikte Josephine de tweede categorie en haar hoogste windsnelheden tot 167 km/uur. Op 13 oktober werd haar noordelijke koers versperd, door een hogedrukgebied aan haar noordflank en Josephine dreef 12 uur lang zuidoostwaarts, voordat zij versneld koerste naar het noordoosten. Op 15 oktober bereikte Josephine haar laagste druk, 965 mbar, bij windsnelheden van 130 km/uur. Meestal vallen de maximale windsnelheden en de laagste luchtdruk gedurende het bestaan van een tropische cycloon samen, maar bij Josephine was dit niet het geval. Verklaringen hiervoor zijn dat zij na 12 oktober flink in omvang toenam en bovendien zeer langzaam aan convectie begon te verliezen, waardoor haar windsnelheden licht daalden, terwijl haar minimale druk dat paradoxaal ook deed.
Ten zuidwesten van Josephine verscheen een lagedrukgebied in de middelste lagen van de atmosfeer, dat Josephine aan haar zuidflank passeerde, terwijl ten noorden van haar een zwakke rug van hoge druk was gelegen. Onder invloed hiervan draaide Josephine op 17 oktober naar het noordnoordoosten om een cirkel te beschrijven tegen de wijzers van de klok in. Dezelfde dag degradeerde zij tot tropische storm en de volgende dag op 18 oktober verloor zij haar tropische kenmerken, toen zij stootte op een trog van lage druk. Op 19 oktober had Josephine haar cirkel voltooid, en de extratropische Josephine trok weer verder naar het oostnoordoosten, maar het lagedrukgebied verdween ten slotte 36 uur later op 21 oktober, toen het systeem oploste. Josephine veroorzaakte enige kusterosie, maar geen schade van betekenis.

### Orkaan Klaus
Op 1 november ontstond boven het uiterste zuidoosten van de Caraïbische Zee een breed lagedrukgebied, dat westwaarts trok en op 4 november tot stilstand kwam ten noorden van Curaçao. Er ontwikkelde zich het volgende etmaal een circulatie aan het zeeoppervlak en op 6 november ontstond tropische depressie 15 boven de Caraïbische Zee, halverwege de Benedenwindse Nederlandse Antillen en Puerto Rico. Tropische depressie 15 trok naar het noordoosten en promoveerde dezelfde dag tot tropische storm Klaus, voordat zij in de nacht van 6 op 7 november op het zuidoosten van Puerto Rico. Op 7 november promoveerde Klaus ten noorden van Puerto Rico tot orkaan. Klaus wies aan tot een sterke orkaan van de eerste categorie met windsnelheden tot 148 km/uur op 8, 9 en 10 november.
Net als bij Josephine vielen de maximale stormwinden niet samen met de laagste luchtdruk. De laagste luchtdruk, 971 mbar werd een etmaal later geregistreerd op 11 november. Klaus begon door instroom van koudere lucht langzaam aan tropische kenmerken te verliezen; de diepe convectie verdween naar de periferie van de cycloon. Toen op 12 november de windsnelheden onder de orkaandrempel zakte, degradeerde Klaus meteen tot subtropische storm. Op 13 november verloor Klaus ook zijn laatste (sub)tropische kenmerken boven het noorden van de Atlantische Oceaan.
Klaus eiste geen slachtoffers, maar veroorzaakte veel regen en enige overstromingen op Puerto Rico en (zware) regenval op de Maagdeneilanden en de noordelijkst gelegen Bovenwindse Eilanden. Er was echter geen schade van betekenis.

### Orkaan Lili

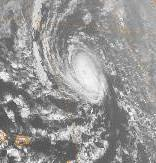
Orkaan Lili op haar hoogtepunt boven de Atlantische Oceaan.

Op 9 december lag een stationair geworden koufront uitgestrekt van boven de Windward Passage naar het noordoosten over de Atlantische Oceaan, toen een kleine trog op grote hoogte in de westelijke stroming boven het stationair front terechtkwam. Door deze gebeurtenis ontwikkelde er zich in toenemende bewolking en buien langs het front. Het systeem bleef aan kracht winnen en er ontstond op 11 december een zwakke circulatie. De volgende dag promoveerde het systeem tot subtropische storm ten zuiden van Bermuda, twaalf dagen na het officiële einde van het seizoen. De volgende 36 uur trok de subtropische storm naar het noordoosten, totdat die koers door een hogedrukgebied ten noorden van de subtropische storm die koers blokkeerde en hem naar het zuidoosten stuurde. Op 13 december trok de subtropische storm naar het zuiden. Er ontstond een lagedrukgebied op grote hoogte boven de subtropische storm, die op 15 december weer naar het noordoosten en later naar het noorden en noordwesten trok. 

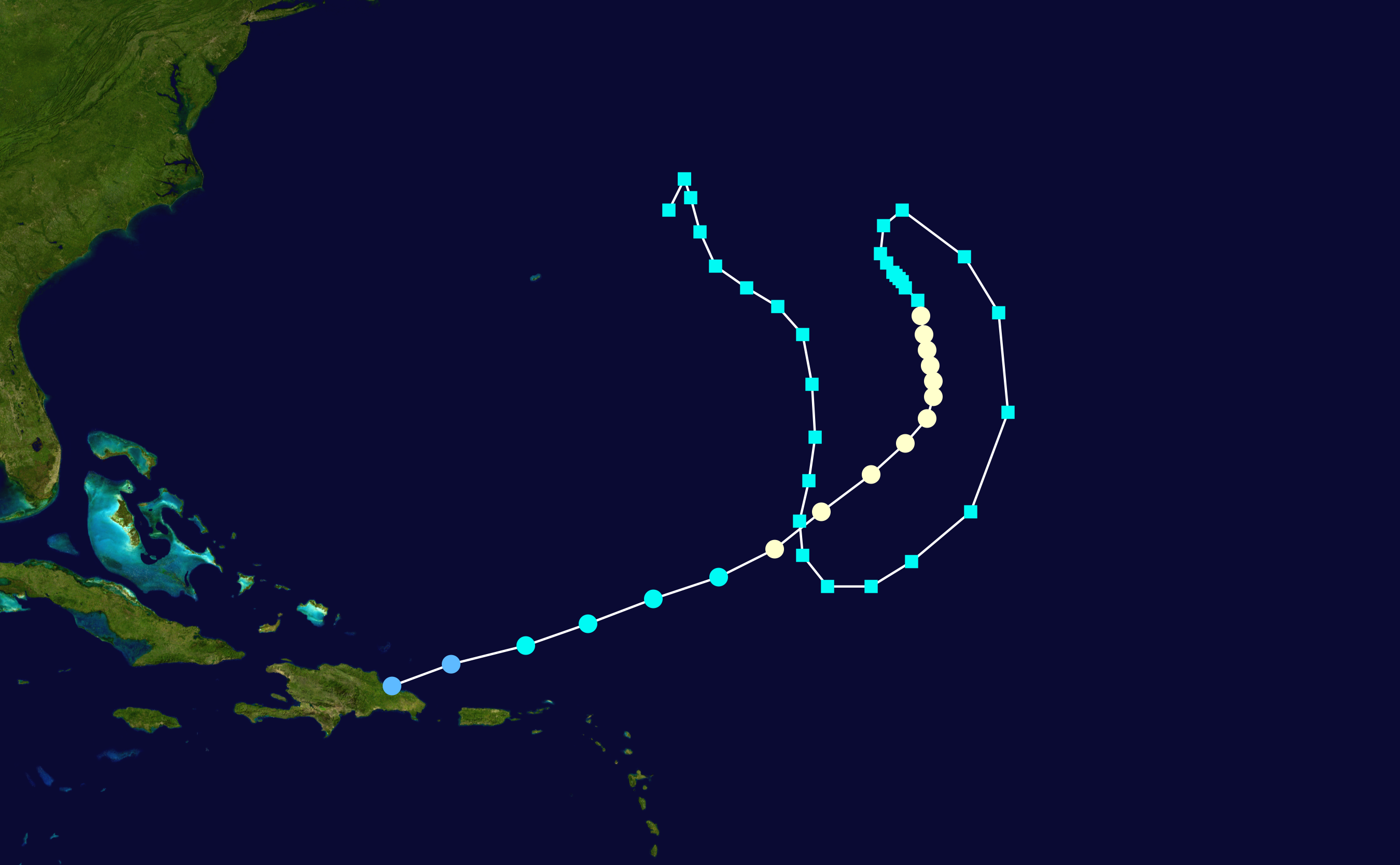
Het grillige parcours over de Atlantische Oceaan van orkaan Lili. Verklaring: Driehoek: subtropische cycloon, cirkel: tropische cycloon, Turkois: (sub)tropische depressie, Groen: (sub)tropische storm, wit: orkaan, eerste categorie.

Toen de noordelijke koers weer werd afgesneden door het hogedrukgebied, dreef de subtropische storm onder invloed van het lagedrukgebied op grote hoogte en het hogedrukgebied langzaam terug naar het zuidzuidwesten en later naar het zuidoosten. De subtropische storm begon nu aan kracht te winnen en promoveerde op 20 december tot orkaan Lili nabij 30,5° NB, 52,6° WL, ver ten oosten van Bermuda. Aanvankelijk trok Lili verder zuidwaarts en won aan kracht en bereikte haar hoogtepunt op 20, 21 en 22 december met windsnelheden tot 130 km/uur en een minimale druk van 980 mbar. Tijdens deze periode bouwde er zich een rug van hoge druk op rond de 30e breedtegraad, die Lili op een zuidwestelijke koers zette, richting Hispaniola. Er werd een orkaanobservatie uitgegeven voor het gebied tussen de Maagdeneilanden en Puerto Rico, maar de schering op grote hoogte nam plotseling toe en begon Lili sterk te verzwakken.
Op 23 december degradeerde Lili tot tropische storm en op 24 december tot tropische depressie. Op 24 december landde Lili op de kust van Haïti als ofwel zwakke tropische depressie, ofwel was reeds gedegenereerd tot tropische onweersstoring. Lili eiste geen slachtoffers en bracht slechts enige onweersbuien boven Hispaniola. Toch blijft Lili de enige tropische cycloon waarvoor ooit een orkaanwaarschuwing is uitgegaan in de maand december. Slechts 5 andere tropische cyclonen promoveerden tot orkaan in de maand december; Nicole in 1998, Epsilon in 2005, Alice II in 1954, orkaan 2 in 1925 en orkaan 18 in 1887.

## Namen
Nadat na 1978 de lijsten zijn veranderd, zodat ook jongensnamen gebruikt konden worden, werd deze lijst voor het eerst gebruikt. De lijst werd in 1990 opnieuw gebruikt.
| - Arthur - Bertha - Cesar - Diana - Edouard - Fran - Gustav | - Hortense - Isidore - Josephine - Klaus - Lili - Marco (niet gebruikt) - Nana (niet gebruikt) | - Omar (niet gebruikt) - Paloma (niet gebruikt) - Rene (niet gebruikt) - Sally (niet gebruikt) - Teddy (niet gebruikt) - Vicky (niet gebruikt) - Wilfred (niet gebruikt) |